# Лудус
ЛУДУС су позоришне новине чија је основна тематика и мисија афирмација позоришне уметности, боља информисаност и проширивање комуникација у култури. Лудус објављује преглед позоришних дешавања у Републици Србији, доноси бројне информације релевантне за театарски живот и позоришне ствараоце, иновативне приказе, стручне осврте који се баве театрима у земљи али и у иностранству. На страницама Лудуса се врше преиспитивања, како позоришних, тако и ширих културних феномена, уметничких праваца из области драмског и позоришног стваралаштва, организационих, продукционих театарских модела и других важних питања која се тичу драме и театара. Лудус такође нуди простор за креативну уметничку полемику.

## Историјат

### Билтен
Први лист некадашњег Савеза драмских уметника Србије покренут је 80-их година 20. века, тачније, у септембру 1983. године, када је главни уредник Дејан Ђуровић, објавио први број ЛУДУС-а у форми билтена, који је у таквој поставци подразумевао волонтерски рад и дељен је бесплатно. Име самог часописа значењски је вишеслојно. Наиме, Ђуровић је, алудирајући, додао слово „Л" - имену УДУС - што јесте скраћеница за Удружење драмских уметника Србије, и тиме је додатно употпунио значење овог имена, јер на латинском језику: ludus  значи игру ради забаве и одмора, а уз ближу ознаку лат. scenici, у значењу сценски, употребљава се за ознаку позоришне представе.
Лист се угасио након само осам објављених бројева, будући да је био економски неодржив. Из једног од тих бројева памти се афоризам: "Homo homini ludus est".

### Позоришне новине
Позоришне новине ЛУДУС покренуте су 5. новембра 1992. године. По концепту и карактеру то је и данас јединствени лист у региону, јер представља релевантно сведочанство и значајан извор података о позоришној уметности, укупном позоришном животу, драмским уметницима, публици, позоришној теорији и педагогији, издаваштву итд, те представља значајан извор за пручавање позоришне историје са ових простора.
У првој фази, за ЛУДУС су писали: Марија Црнобори, Ксенија Јовановић, и други, а иако се у том периоду држава Југославија распадала, у ЛУДУСУ су се писали текстови о театрима и позориштима у бившим југословенским републикама, али и у свету, кроз дневник са путовања Јована Ћирилова.
У једној фази је ЛУДУС био приморан да пређе са штампаног на дигитално издање.
Позоришне новине ЛУДУС намењене су културној јавности Републике Србије, пре свих, позоришним ствараоцима, уметницима и стручњацима, али и љубитељима драмске уметности и публици. За лист говоре и пишу значајни позоришни уметници, научници и стручњаци.
Данас, ЛУДУС излази месечно, а понекад и као специјално издање неким посебним поводом и по потреби на енглеском или двојезично. Електронска форма листа покренута је 2014. године на сајту Удружења. Последњих година, због недостатка средстава, јављају се паузе и одступања од редовне динамике изласка новина.
Од 2019. године сви бројеви Лудуса су дигитализовани и доступни читаоцима на сајту Удружења драмских уметника Србије.

### Уредништво
Главни и одговорни уредници новог ЛУДУСА су били:
- Феликс Пашић, који је био и један од оснивача, од 1. до 67. броја (1992–1999).
- Године 1999. када је Редакција уредила новине као троброј, за главног и одговорног уредника потписан је Тихомир Станић, председник Удружења (1999).
- Од јануара 2000. до 2006. лист је уређивао Александар Милосављевић,
- Мирјана Ојданић (2006-2007),
- Татјана Њежић (2008-2012),
- Маша Стокић (2012-2016) и поново
- Татјана Њежић (од септембра 2016). [1][2]